# Henry Deane
Henry Deane (26 de marzo de 1847 - 12 de marzo de 1924) fue un ingeniero y naturalista australiano, responsable del sistema de electrificación de los tranvías de Sídney y por la construcción del hoy pueblo abandonado de Newnes y la línea férrea TransAustralia.

## Biografía
Deane nace en Clapham, Inglaterra, hijo de Henry Deane, un miembro de la Sociedad linneana de Londres. Deane se matricula en 1862, y en 1865 se licencia en la Universidad Queen de Irlanda, con honores, en Matemática y Ciencia natural. También estudia ingeniería durante dos años y obtiene su diploma en el King's College de Londres.
Después de trabajar dos años en la empresa de Sir John Fowler en Londres, Deane se emplea de 1869 a 1871 en los ferrocarriles de Hungría, y de 1871 a 1873 es jefe técnico asistente en astilleros de la "Danube Steam Navigation Company", de Altofen, Hungría. De 1873 a 1879 está en Inglaterra y en Filipinas. Va a Australia a fines de 1879, ingresando en el Departamento de Ferrocarriles de Nueva Gales del Sur en 1880, y asciende a ingeniero jefe en 1890. En 1894 realiza un viaje mundial sobre sistemas de ferrocarriles livianos y de tranvías, y al retornar será líder en la construcción del sistema tranviario eléctrico de Sídney.

## Segunda carrera
Se retira de los Ferrocarriles de Nueva Gales del Sur en mayo de 1906, y tras dos años de práctica privada de consultorías de ingeniería para la Commonwealth en conexión de los estudios de ferrocarriles transcontinentales. A comienzos de 1912 es ingeniero jefe y supervisa la construcción de buena parte de este ferrocarril.
Se retira nuevamente en febrero de 1914 y vuelve a la consultoría en Melbourne.

## Familia
Fallece allí el 12 de marzo de 1924. Se casó dos veces y dejó una viuda, tres hijos y tres hijas. Fue miembro de la Institution of Civil Engineers y de varias sociedades científicas. Fue dos veces presidente de la Royal Society of New South Wales y por dos años presidente de la "Sociedad linneana de Nueva Gales del Sur".
Deane, un gentilísimo caballero, encontró tiempo para dedicarse a varias ramas de la ciencia. En conjunto con Joseph Maiden publica una serie de arts. sobre las maderas nativas, escribiendo frecuentemente sobre forestación y botánica. Su obra sobre la paleobotánica del Terciario es particularmente valiosa, dándole buena reputación entre los geólogos de su época.

## Eponimia
Especies
- (Myrtaceae) Eucalyptus deanei Maiden[1]
- (Myrtaceae) Leptospermum deanei Joy Thomps.[2]
- (Myrtaceae) Melaleuca deanei F.Muell.[3]
- (Myrtaceae) Myrtoleucodendron deanei (F.Muell.) Kuntze[4]